# Кнаб, Фердинанд
Фердинанд Кнаб (нем. Ferdinand Knab; 12 июня 1837, Вюрцбург — 3 ноября 1902, Мюнхен) — немецкий художник-пейзажист, неоромантик, мастер изображения руин.

## Биография
Фердинанд Кнаб родился в Вюрцбурге. Живописи он начал учиться в Нюрнберге у Хайделоффа, а в 1859 году отправился в Мюнхен, чтобы посвятить себя архитектурной живописи. Он учился у Артура фон Рамберга и Карла Теодора фон Пилоти, а в 1868 году, для завершения образования отправился в Италию. После  возвращения в Мюнхен, в своих живописных работах Кнаб отдавал предпочтение архитектурным мотивам этой страны. Он также много работал по заказам «сумасшедшего короля» Людвига II Баварского, в частности, над украшением зимнего сада в его мюнхенской резиденции и загородного замка Линдерхоф. Кнаб также создал восемь картин для королевского павильона на мюнхенском вокзале. В 1870 году Кнаб создал декорации для оперы Моцарта «Волшебная флейта» в Мюнхенской придворной опере.
Традиция изображения живописных руин в европейской живописи имеет долгую историю, к этому жанру обращались, например, такие разные художники, как Юбер Робер и Каспар Давид Фридрих. Фердинанд Кнаб, живший значительно позже, синтезировал их опыт, и поднял изображение руин в живописи на новый уровень благодаря сочетанию реалистичных деталей с качеством прорисовки и глубиной пейзажа
Помимо масляной живописи, Кнаб работал также акварелью. В баварском периодическом издании «Münchener Bilderbogen» нередко публиковались гравюры с картин Кнаба.
Художник скончался в Мюнхене в 1902 году.

## Галерея

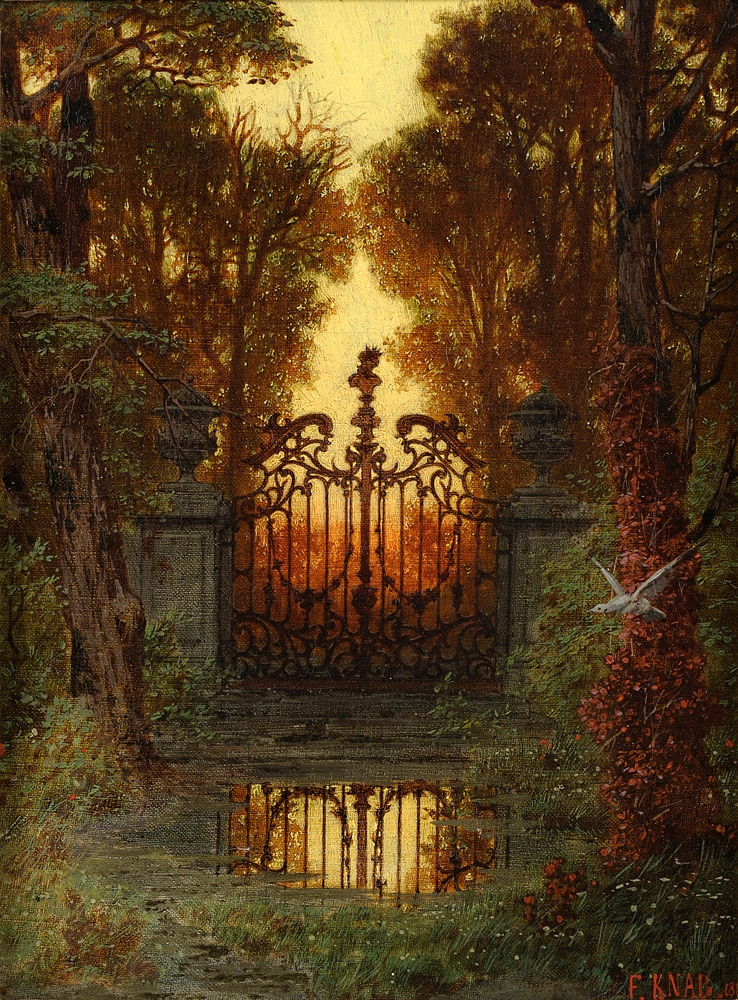
Дворцовые ворота.
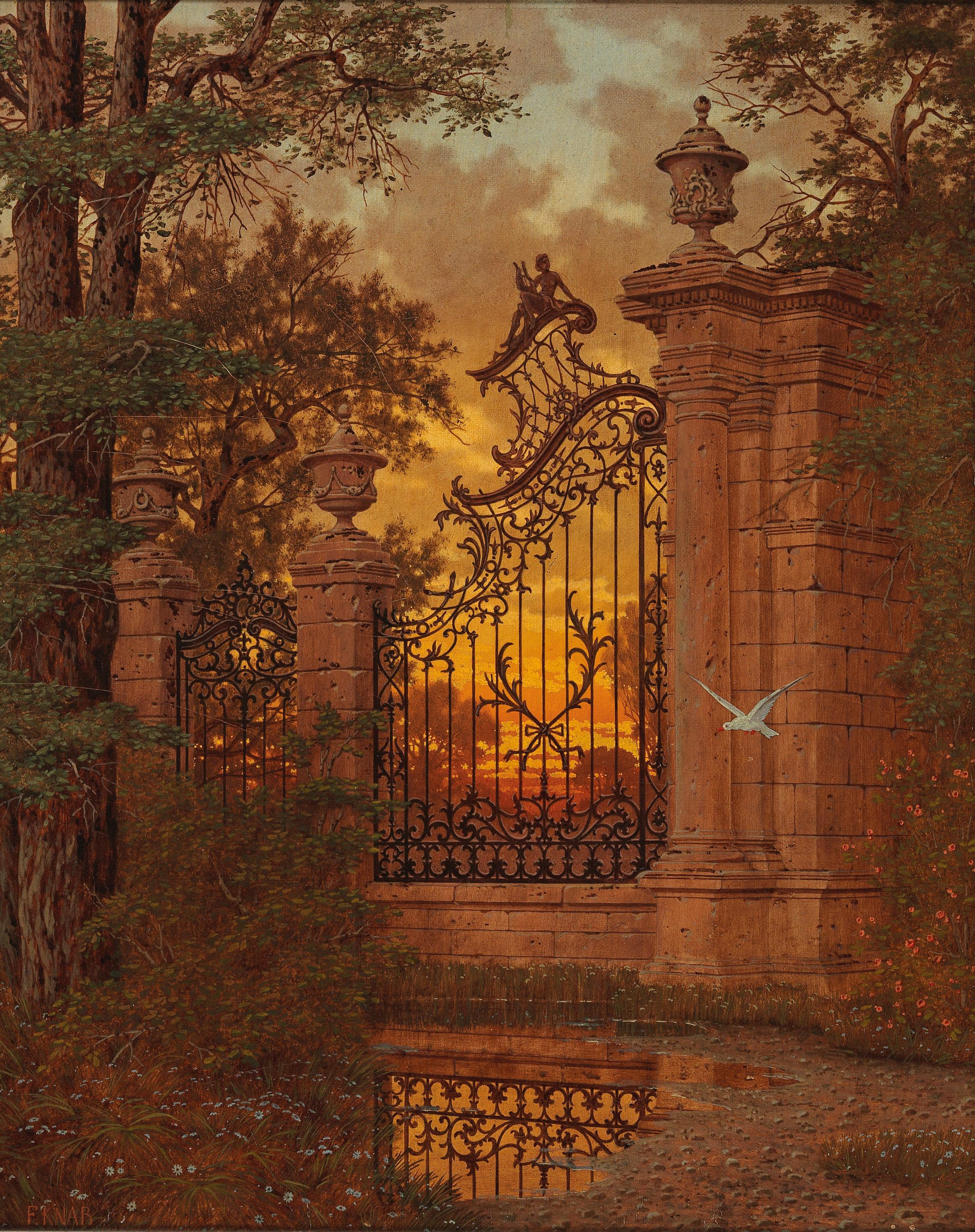
У замковых ворот.
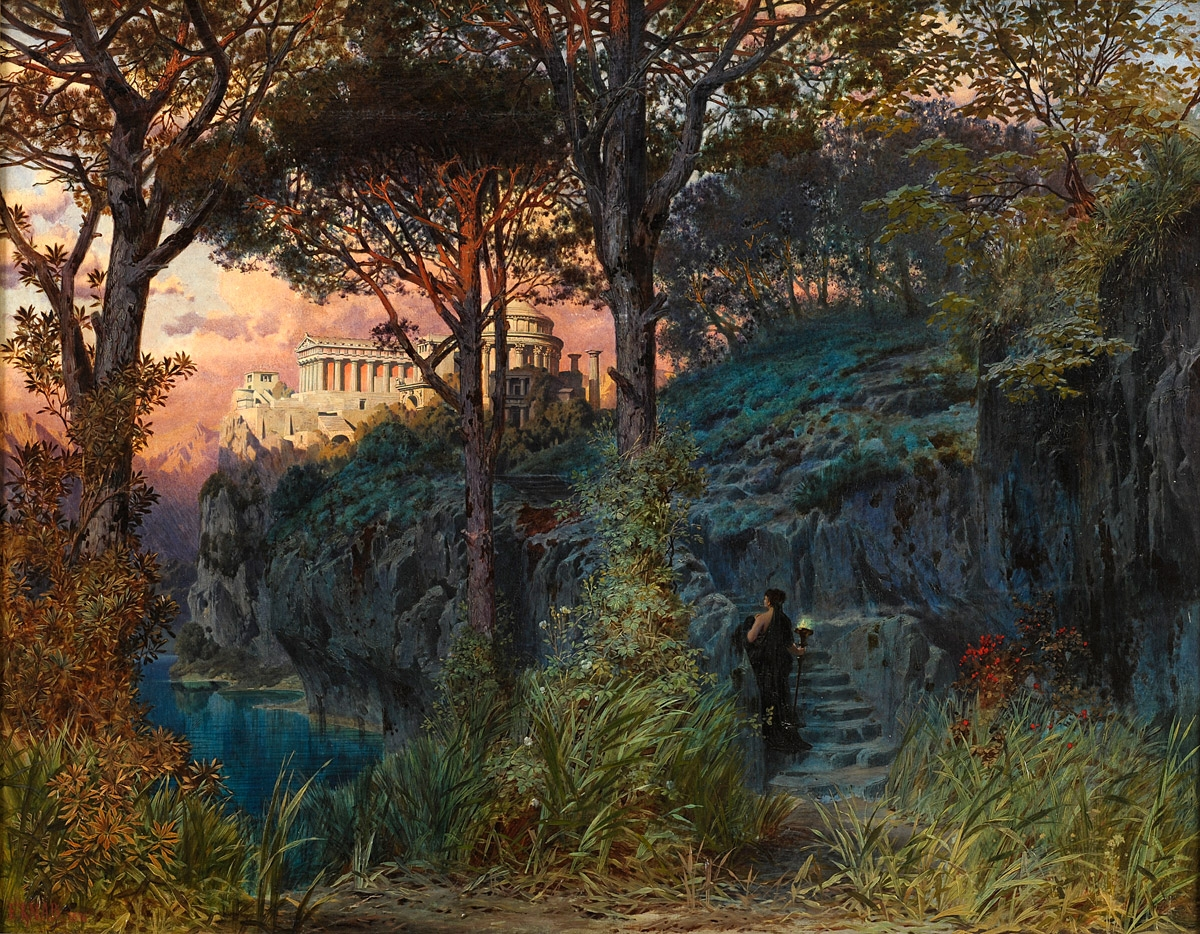
Дворец над горным озером.
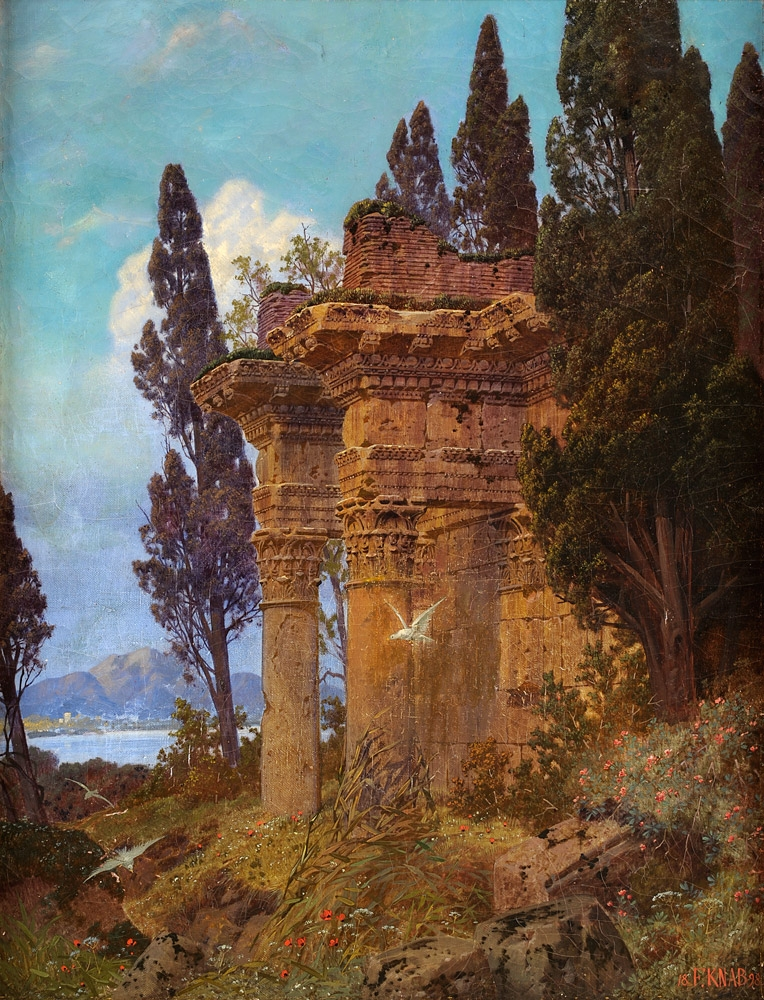
Пейзаж с руинами.
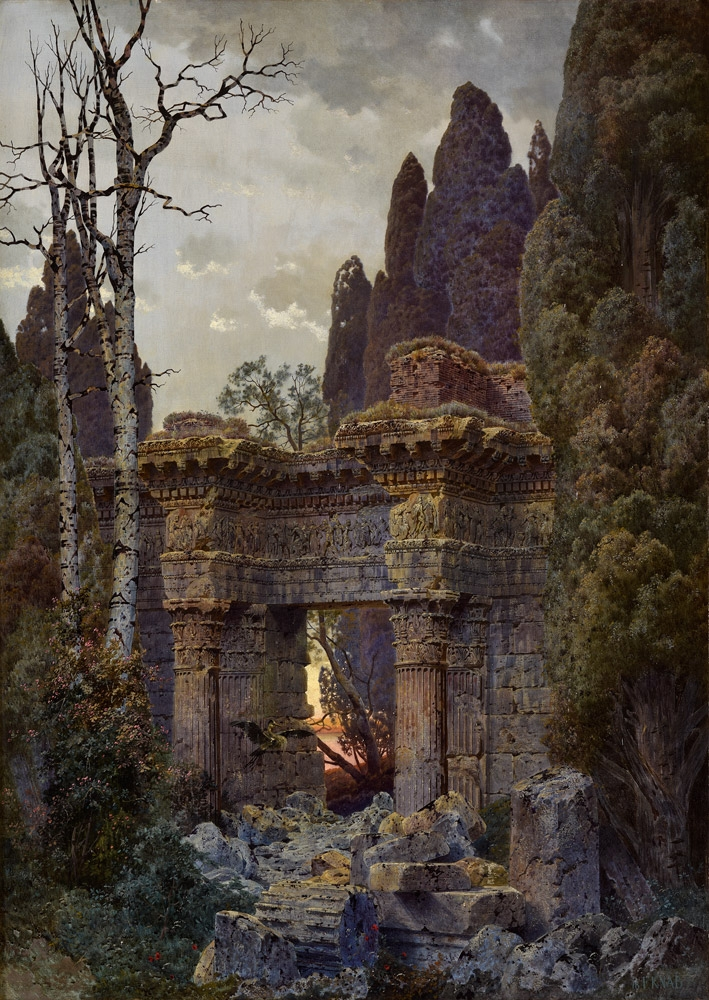
Римские руины.
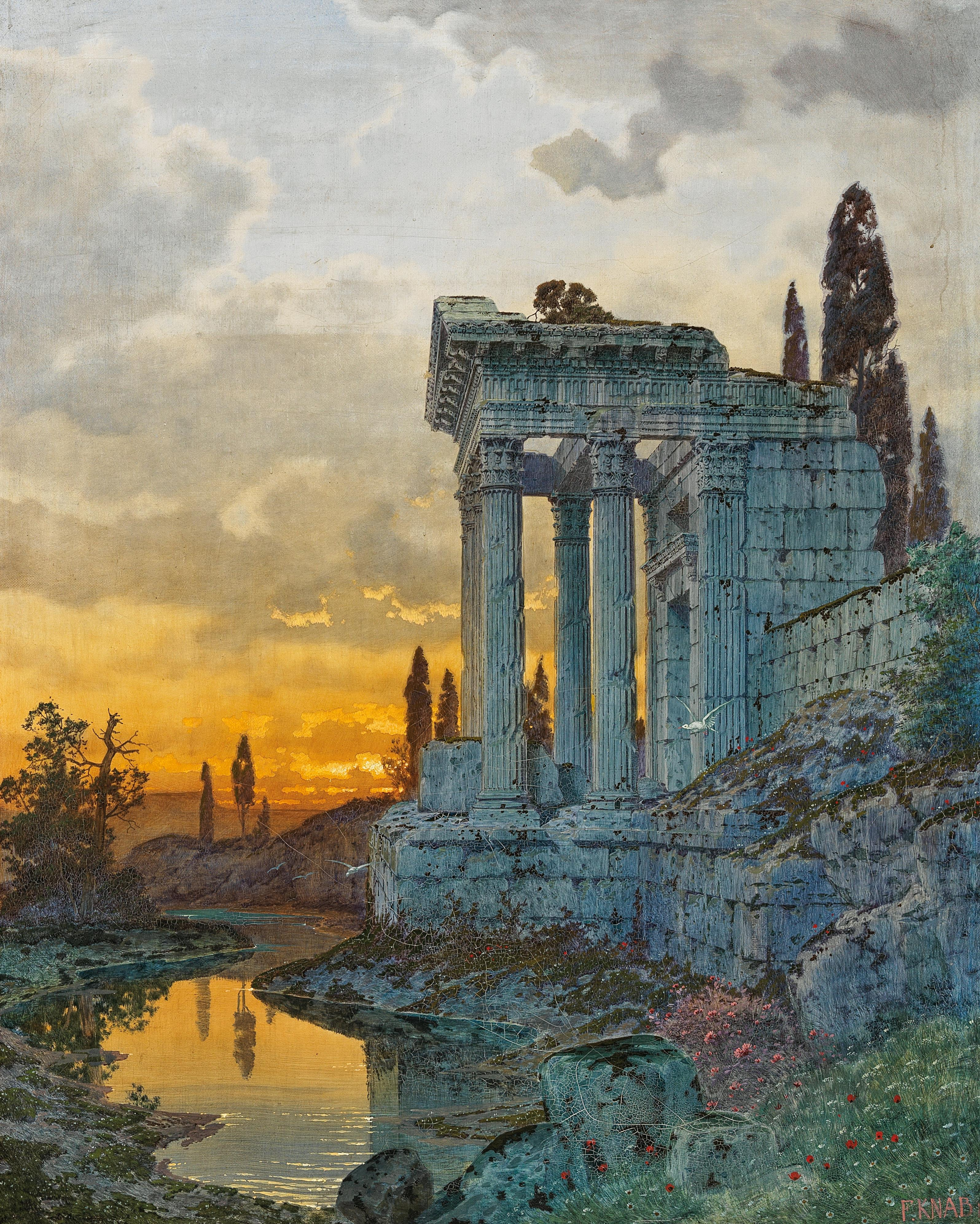
Пейзаж с руинами, обращённый к югу.
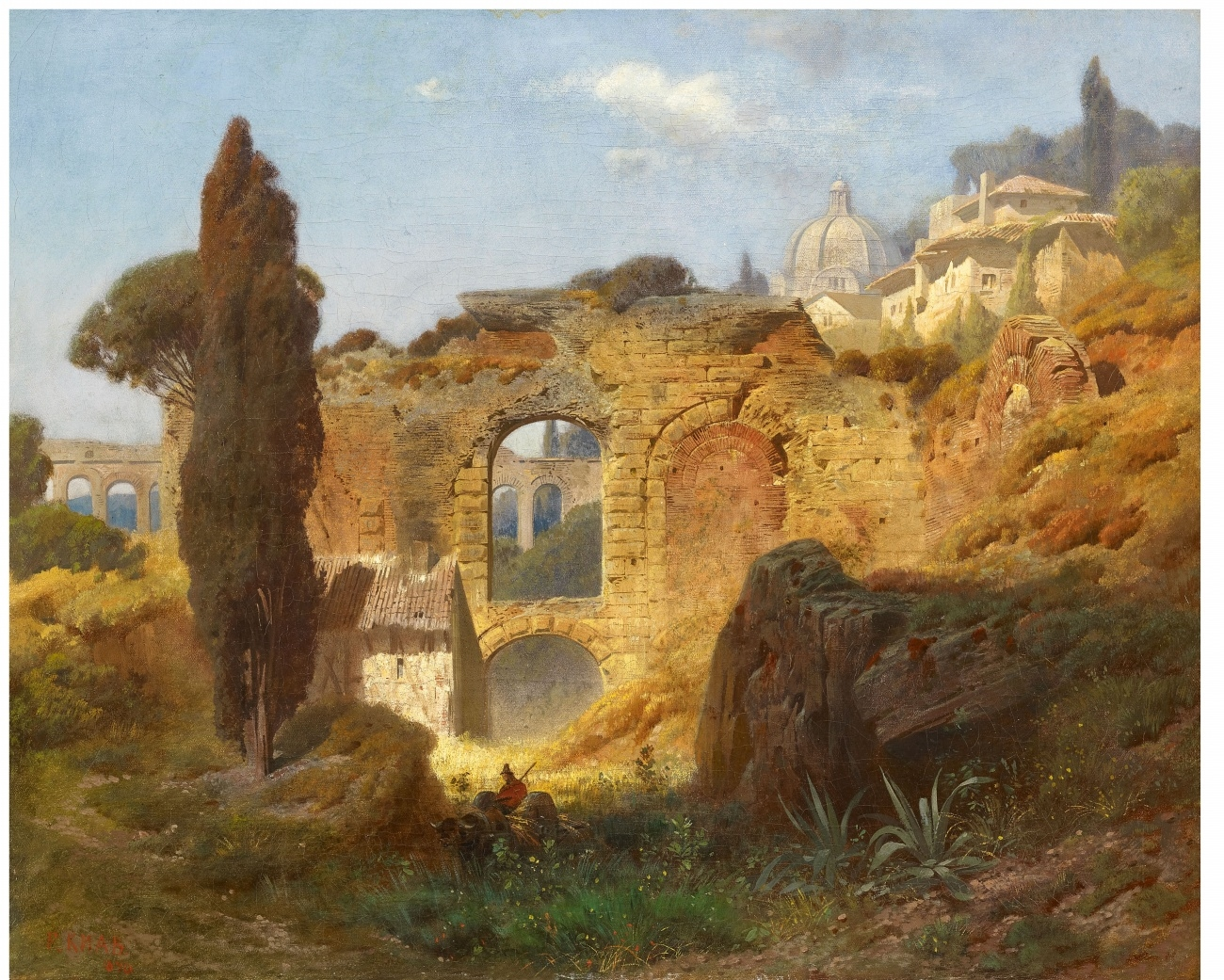
Таормина.
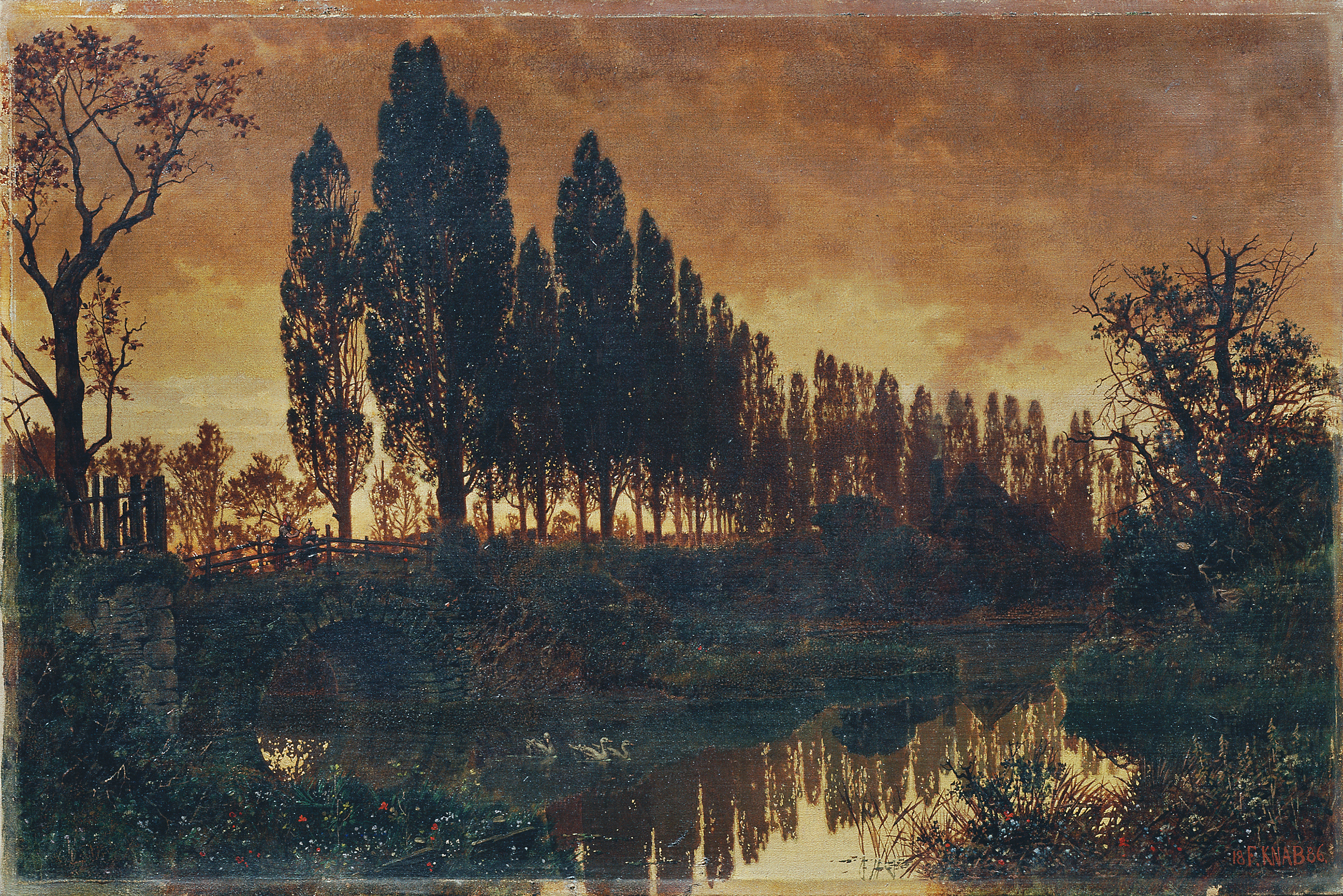
Баварский пейзаж.